# Douglas F4D Skyray
Douglas F4D Skyray – amerykański myśliwiec pokładowy, zbudowany w wytwórni Douglas Aircraft Company dla US Navy. Chociaż maszyna ta pozostała w służbie dość krótko i nigdy nie została użyta bojowo, był to pierwszy samolot pokładowy, który pobił rekord prędkości i pierwszy myśliwiec marynarki zdolny do przekroczenia prędkości Mach 1 w locie poziomym.

Maszyna ta charakteryzowała się doskonałymi jak na ówczesne czasy osiągami, między innymi bardzo dużą prędkością wznoszenia. Samolot był zdolny ze startu zatrzymanego rozpędzić się i wzbić pod kątem 70° na pułap 15 200 metrów w około dwie i pół minuty.

## Historia
Konstrukcja maszyny, została oparta na opracowaniach niemieckiego konstruktora Alexandra Lippischa, które po zakończeniu II wojny światowej dostały się w ręce Amerykanów. Pierwszy projekt maszyny w konfiguracji bezogonowej oznaczony symbolem D-571 miał skrzydła w kształcie wydłużonej delty ze statecznikiem pionowym i bez wyraźnie zarysowanego kadłuba i było to rozwiązanie bardzo podobne do niemieckich projektów z czasów wojny, które nigdy nie zostały zrealizowane. Projekt wyewoluował w kierunku maszyny z wyraźniej zaznaczonym kadłubem i zaokrąglonymi skrzydłami.
Przedstawiony dowództwu US Navy projekt, wzbudził zainteresowanie, które 16 grudnia 1949 doprowadziło do zamówienia na dwie maszyny prototypowe oznaczone jako XF4D-1. Ze względu na charakterystyczny kształt przypominający płaszczkę samolot został nazwany Skyray, co można tłumaczyć jako "podniebna płaszczka".
Skyray był konstrukcją bezogonową ze skrzydłami w kształcie delty o zaokrąglonych końcówkach. U nasady skrzydeł znajdowały się wloty powierza do silnika odrzutowego, a paliwo znajdowało się w zbiornikach w kadłubie i skrzydłach. Na krawędziach natarcia zainstalowano skrzela zwiększające siłę nośną podczas startu i lądowania, a na krawędziach spływu klapolotki i powierzchnie sterowe.
Maszyna została oblatana 21 stycznia 1951 roku w bazie Muroc (obecnie Edwards).
Jednostką napędową maszyny miał być początkowo turboodrzutowy silnik Westinghouse J40, ale ponieważ był on ówcześnie opracowywany, zdecydowano się na inną jednostkę napędową Allison J35-A-17 o ciągu 22,3 kN, która jednak okazała się zbyt słaba. Nieco później zmieniono silniki na mocniejsze Westinghouse XJ40-WE-6 o ciągu 31,1 kN bez dopalacza, a później na XJ40-WE-8 p ciągu 51,6 kN z dopalaniem. Silniki te pozwoliły 3 października 1953 pobić rekord prędkości na samolocie Skyray z wynikiem 1213 km/h.

Ze względu na awaryjność silników firmy Westinghouse w marcu 1953 roku po raz kolejny wymieniono je, tym razem na Pratt & Whitney J57-P-2 o ciągu 64,5 kN z dopalaniem. Zabudowa nowego silnika okazała się bardzo problematyczna ze względu na jego większe rozmiary.
Pierwsze produkcyjne egzemplarze F4D dostarczono do jednostek marynarki wojennej w 1956 a do korpusu Marines w 1957. Piloci latający na Skyrayu ochrzcili maszynę Ford ze względu na oznaczenie F4D, które po angielsku wymawia się: ef-four-dee. Pomimo wielu zalet samolot posiadał też wady, z których najpoważniejszą była niestabilność przy prędkościach bliskich prędkości dźwięku. Ponadto przy podchodzeniu do lądowania maszyna ześlizgiwała się na skrzydło, co objawiało się niejednoczesnym lądowaniem kół podwozia głównego. Rozmieszczenie wskaźników w kabinie, tak jak w większości samolotów odrzutowych tamtego okresu, było mało ergonomiczne, a część wskaźników była trudna do obserwacji, tak jak ekran radaru przesłonięty drążkiem sterowym, a duże zużycie paliwa przez silniki wymusiło użytkowanie samolotów zawsze wyposażonych w zbiorniki podwieszane.
F4D Skyray został zaprojektowany jako wyspecjalizowany myśliwiec przechwytujący działający na dużych pułapach i nie był zdolny do wykonywania innych zadań. Z tego względu wkrótce, bo już w 1964 został wycofany ze służby. Jedna maszyna została przekazana do NACA jako platforma badawcza, gdzie była wykorzystywana do 1969 roku, a druga do szkoły pilotów testowych marynarki służąc jako demonstrator niestabilności w locie.

## Wersje samolotu F4D Skyray
- XF4D-1: Prototyp.
- F4D-1: Jednomiejscowy myśliwiec pokładowy zbudowany w liczbie 419 egzemplarzy.

## Zmiana nazewnictwa
Zgodnie z nowym wspólnym nazewnictwem zunifikowano oznaczenia maszyn używanych w amerykańskich siłach zbrojnych, bez podziału na samoloty armii i marynarki wojennej. W nowej nomenklaturze samolot F4D Skyray został oznaczony jako F-6A Skyray.